# Соломбальский целлюлозно-бумажный комбинат
Соломбальский целлюлозно-бумажный комбинат (СЦБК) — целлюлозно-бумажный комбинат, находившийся в Архангельске. Комбинат расположен на Соломбальских островах, в промышленной зоне города. В апреле 2013 года руководство комбината приняло решение о полной остановке производства в связи с тяжёлым финансовым положением и высокой степенью износа оборудования.

## Общие сведения
Днём рождения комбината считается 1 апреля 1936 года, когда он был включен в реестр действующих предприятий Советского Союза. Строительство началось в марте 1934 года, а первая варка соломбальской целлюлозы на двух котлах состоялась 31 октября 1935 года.
Доля на мировом рынке сульфатной небеленой целлюлозы составляла — 10 %, на российском рынке — около 50 %. Экспортируется 80 % продукции. Целлюлозу с комбината под маркой «Solombala» покупали в более тридцати странах Восточной и Западной Европы, Северной Африки, Юго-Восточной Азии, Ближнего Востока, Северной Америки. 20 % реализовывалось на внутреннем рынке России.
Мощности комбината: 225 тысяч тонн сульфатной небеленой целлюлозы, 7,7 тысяч тонн бумаги, 12 тысяч тонн лесохимической продукции. Производилась продукция из хвойных пород дерева.
Сырьё для комбината поставлялось водным, железнодорожным и автомобильным транспортом.
ОАО «Соломбальский целлюлозно-бумажный комбинат» входит в лесопромышленный холдинг ООО "УК «Соломбалалес». 
Тепло, горячую воду и электричество предприятие получало от собственных автономных: ТЭЦ-1, функционирующей на сжигании отходов от переработки древесины, угле и мазуте, и ТЭЦ-2, работающей на СРК.
В 2007 году Соломбальский ЦБК стал победителем конкурса «1000 лучших предприятий и организаций России — 2007»
С 1989 по 2008 год генеральным директором завода являлся заслуженный работник лесной промышленности Российской Федерации Николай Львов. В 2008 году директором был назначен Анатолий Драчёв.
С декабря 2012 года была остановлена работа Соломбальского ЦБК. По официальной информации, остановка была плановой и вызвана необходимостью проведения ремонта в цехе каустизации и регенерации извести Однако завод больше так и не заработал. В августе 2015 года признан банкротом..

## Производственные мощности
На производственной площадке комбината находятся следующие объекты.
Основные производственные цеха:
- Варочный цех

основные мощности — 2 установки непрерывной варки типа «Камюр» и 6 котлов периодической варки
- Сушильный цех

основные мощности — 2 пресспата и 1 бумагоделательная машина
- Древесно-подготовительный цех

Вспомогательные цеха:
- Цех каустизации и регенерации извести
- ТЭЦ-1
- ТЭЦ-2 включает в себя выпарной отдел

Обслуживающии цеха:
- Ремонтно-механический цех

## Продукция
| Наименование                                     | Стандарт                |
| ------------------------------------------------ | ----------------------- |
| Целлюлоза хвойная сульфатная небеленая марок НСК | СТО 00279189-2-2007     |
| Бумага «Крафт» марок БК                          | СТО 00279189-1-2006     |
| Бумага оберточная марок Ж, Б                     | ГОСТ 8273-75            |
| Бумага для хозяйственного потребления            | ТУ 5435-008-00279189-97 |
| Кислород газообразный технический                | ГОСТ 5583-78            |
| Масло талловое сырое                             | ТУ 13-0281078-119-89    |

## Происшествия
6 ноября 2011 года на территории Архангельского речного порта произошёл серьёзный пожар, которым было уничтожено около 21 тыс. м3 хвойных балансов, принадлежащих СЦБК. Данные лесоматериалы, предназначавшиеся для переработки в качестве сырья, были переданы порту, находящемуся в 15 км от предприятия, на хранение.

## Остановка завода
Завод остановлен. Признан несостоятельным (банкротом) Соответствующее решение было принято Арбитражным судом Архангельской обл. 19 августа 2015 г. 